# رودبند
سید علی صفوی معروف به سلطانعلی سیاهپوش یا پیر رودبند یا روبند امامزاده‌ای در شهر دزفول و در محله‌ای به همین نام مدفون است و به شماره ۲۵۴۹ در ردیف آثار ملی ایران به ثبت رسیده‌است. رودبند نوه شیخ صفی الدین اردبیلی و پدربزرگِ پدربزرگ شاه اسماعیل صفوی بود که به دزفول آمده و با انجام کراماتی مردم را به آیین تشیع دعوت کرد. این اثر در تاریخ ۸ دی ۱۳۷۸ با شمارهٔ ثبت ۲۵۴۹ به‌عنوان یکی از آثار ملی ایران به ثبت رسیده‌است.

## نسب
خواجه سلطان سید علی، مشهور به «شاه رودبند» یا «آقا رودبند» نسبش با ۲۲ واسطه به موسی کاظم (امام هفتم شیعیان) می‌رسد.

## سرگذشت
وی که در جوار نیاکانش در اردبیل می‌زیست در سفری به کاظمین رفت. در آنجا شبی در خواب از طرف امام محمد تقی به او دستور داده شد که به دزفول آمده، مردم را به تشیع دعوت کند؛ لذا به دزفول آمده و در جای بارگاه فعلی مسکن می‌گزیند و به آنچه مأمور بود مردم را دعوت می‌کند، اما مردم دعوت او را نمی‌پذیرند. ناچار آنان را تهدید به قطع آب رود دز می‌کند. آنان باز هم به این سخن نمی‌اندیشند. در این هنگام خدا را سوگند می‌دهد که خواسته اش را برآورد که ناگاه رود از جریان می‌ایستد. بدین دلیل او را رودبند لقب داده‌اند.

### دیدار با تیمور لنگ

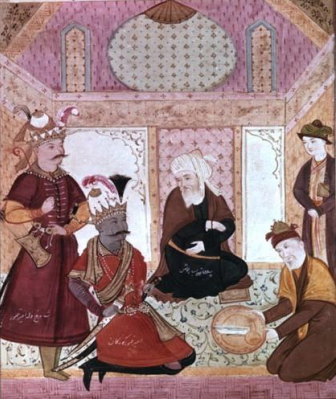
نگاره دیدار رودبند با تیمور لنگ

سلطانعلی رودبند در روزگار تیمور لنگ می‌زیست و از برخورد میان این دو و پیشبینی‌های خواجه علی درباره آینده و جهانگیری تیمور داستان‌هایی آمده‌است. برپایه یکی از این داستان‌ها او رهاننده چند قبیله اسیر از دست تیمور لنگ بودک از بخش الوار گرمسیری لرستان اسیر کرده ک روایت از ایل پاپی بودند.ک به کرامت و بزرگواری سید سلطانعلی آزاد شدند. که بعدها سیاهپوشان نام گرفتند و البته برخی نیز این دیدارهارا رد می‎کنند.

## مرقد
در محله رودبند در شمال غربی شهر دزفول و در ارتفاعی مشرف به رودخانه، بقعه پیر رودبند قرار دارد. گنبد این بنا مضرس ودارای ۲۰ سط است که این سبک معماری متعلق به خوزستان و بوشهر می‌باشد. تاریخ ساخت این بنا به دوره تیموریان (۷۷۱–۸۴۵ هجری قمری) تعلق دارد ولی مرمت آن مربوط به روزگار شاه عباس صفوی و به سال ۱۰۳۰ هجری قمری است. بنای این بقعه را به زمان گورکانیان و به دستور امیرتیمور گورکانی نسبت داده‌اند و در زمان شاه عباس اقدام به مرمت آن شده. بقعه رودبند در تپه‌ای به ارتفاع ۲۲ متر قرار گرفته‌است ودارای کنبد سفید مخروطی به ارتفاع ۱۸ متر می‌باشد.

### قبرستان رودبند
محیط اطراف بقعه رودبند تا سال‎ها یکی از قبرستان‎های مهم دزفول بوده است که طی سال‎های اخیر تبدیل به فضای سبز و جاده شده است.
مرقد بی‎بی گزیده، دختر سلطانعلی رودبند نیز دقیقا روبروی بقعه رودبند و بصورت یک اتاق کوچک قرار دارد.

## نگارخانه

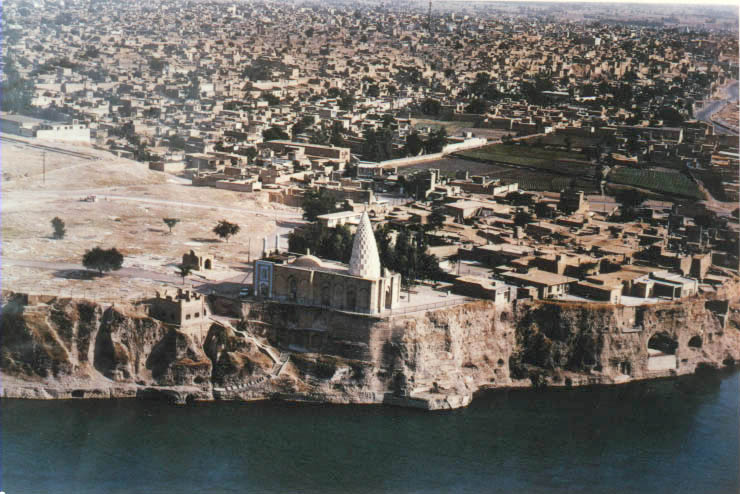
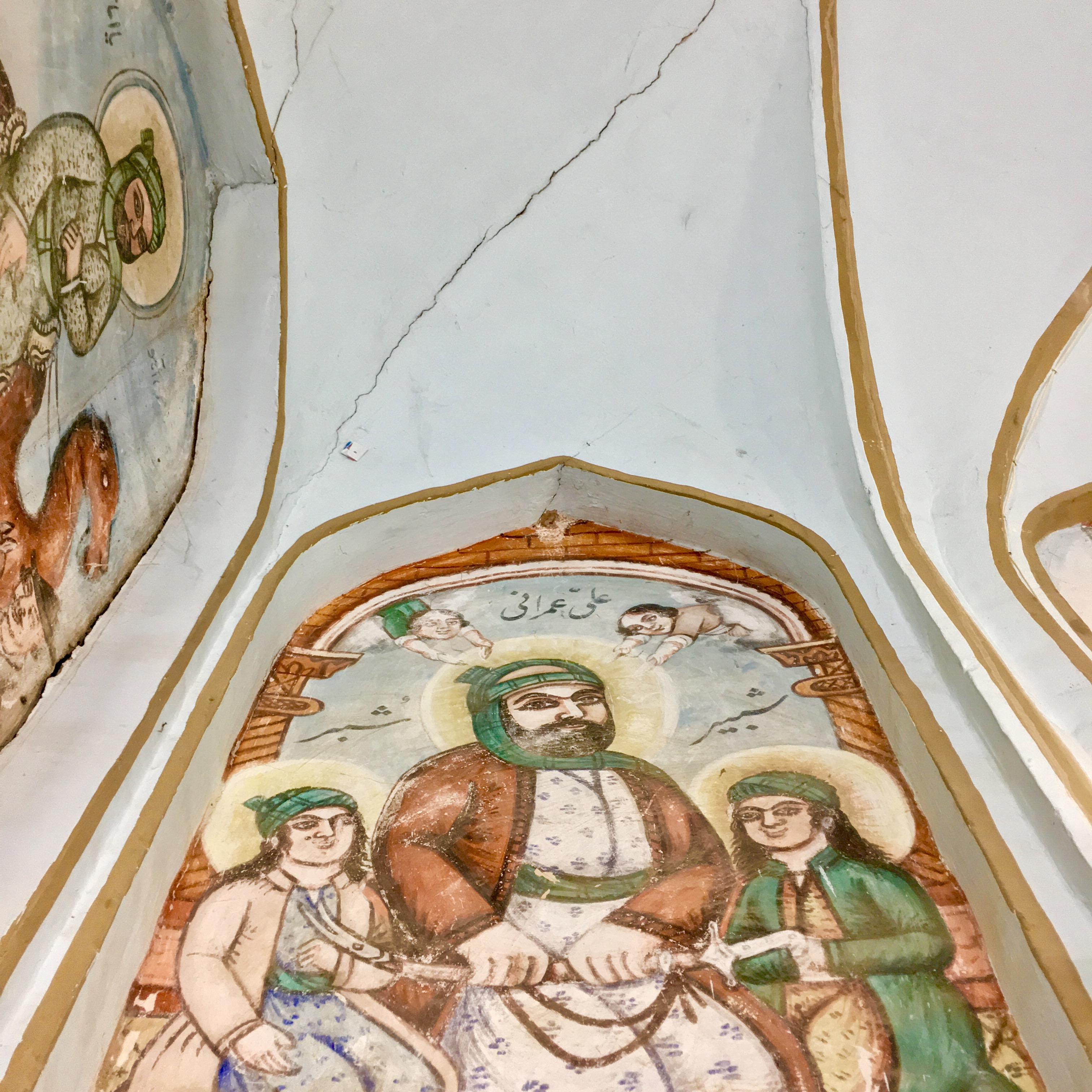
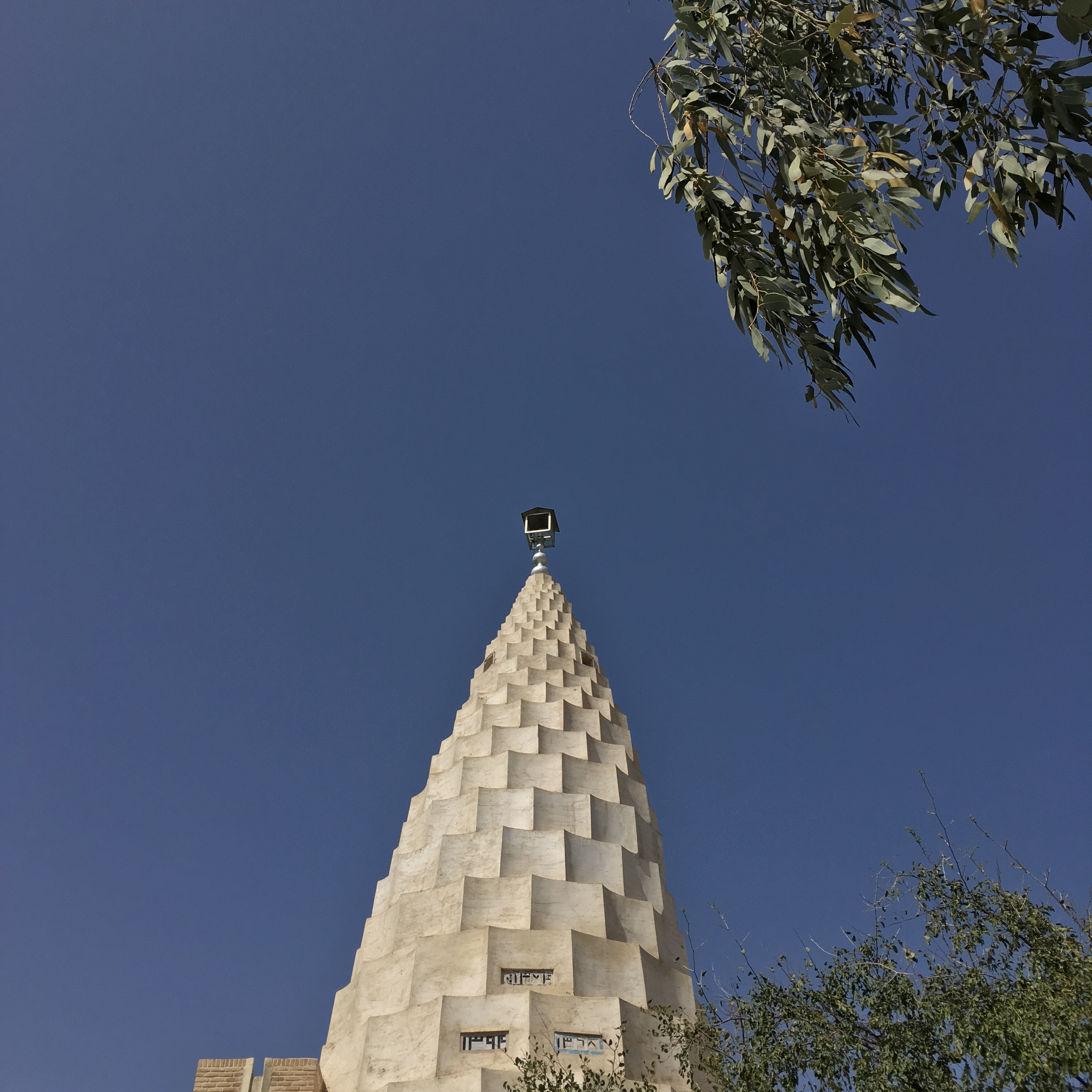
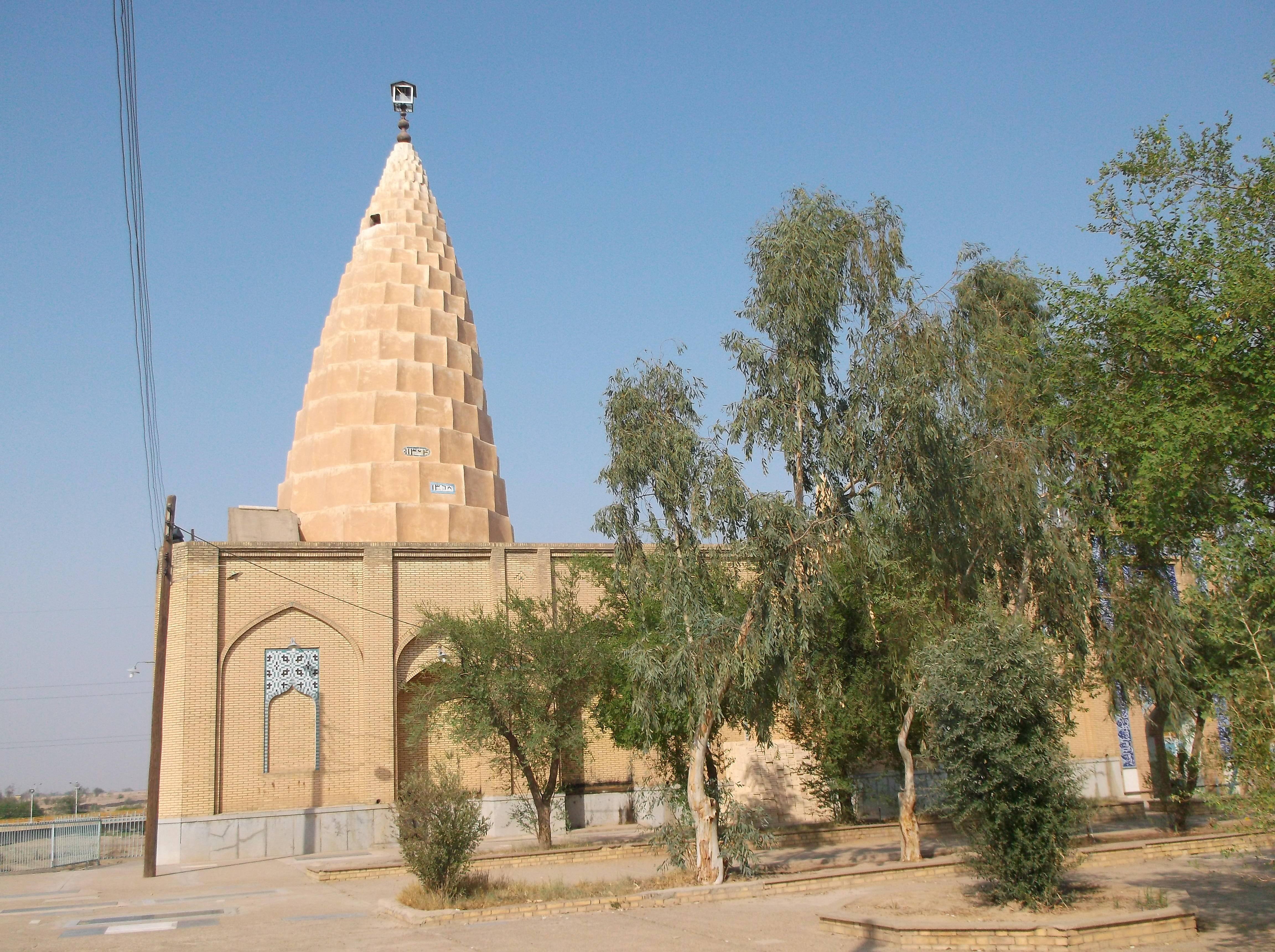
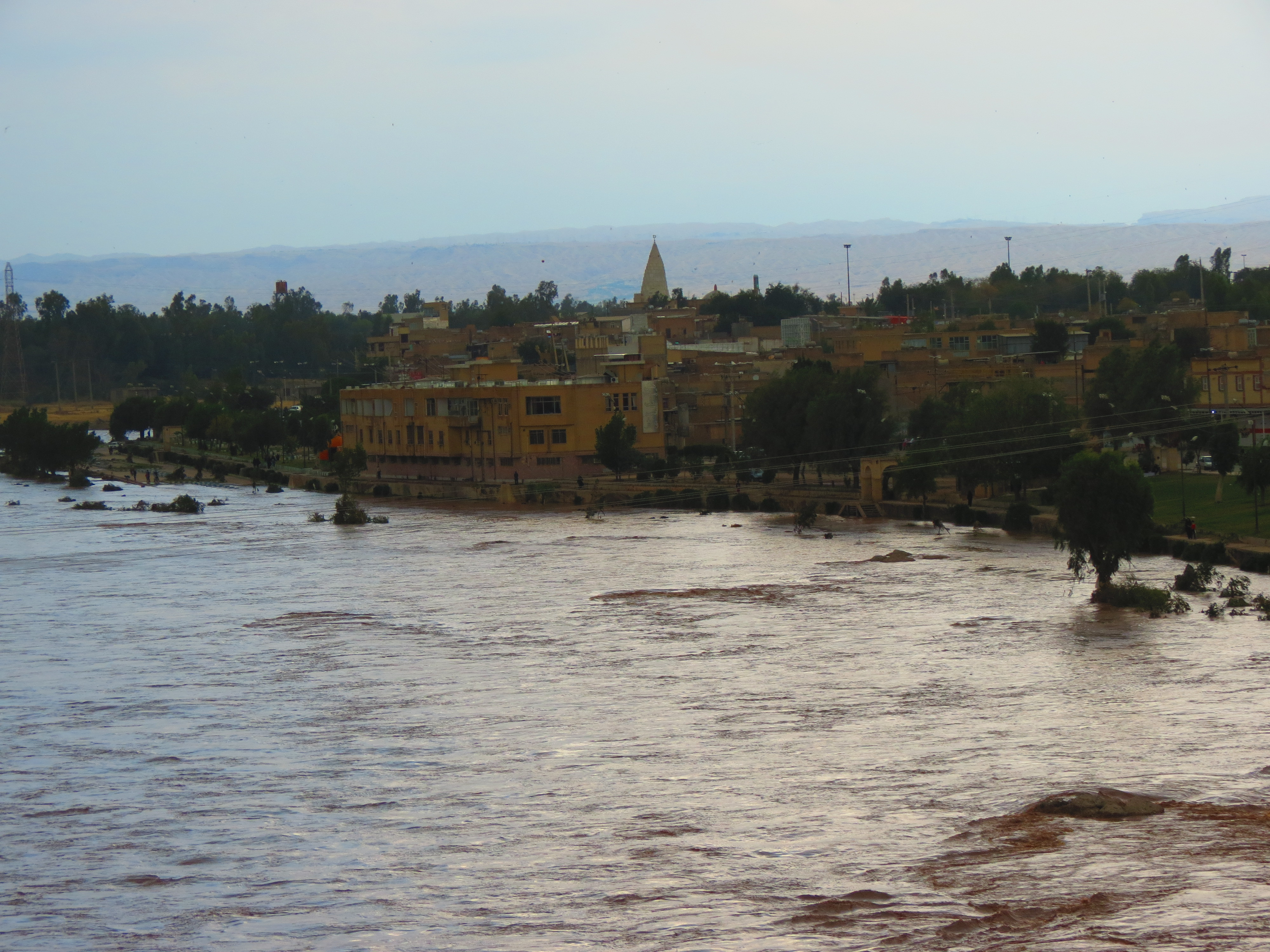